# Bertalan Szöcs
Bertalan Szőcs (ur. 18 lipca 1934, zm. 22 maja 2016) – węgierski szermierz.

## Życiorys
W ciągu swojej kariery zdobył brązowy medal na mistrzostwach świata – w Luksemburgu (1954) oraz srebrny medal na mistrzostwach świata – w Rzymie (1955).